# Języki barito-mahakam
Języki barito-mahakam – grupa dwóch języków austronezyjskich używanych w Indonezji, w południowej części wyspy Borneo.
Do grupy języków barito-mahakam należą następujące języki:
- język ampanang
- język tunjung.